# Antoine II de Créquy
Pour les articles homonymes, voir Famille de Créquy et Créquy (homonymie).
Antoine de Créquy, l'ancien   est un prélat français du XVIe siècle. 
Il est fils de Jean IV (VII), le riche, sire de Créquy, prince de Poix, et de Jossine de Soissons-Moreuil, et aussi l'oncle du cardinal Antoine  de Créquy.

## Biographie
Antoine de Créquy est abbé de Valloires et est fait  évêque de Thérouanne en succession de son frère, François de Créquy. 
En 1562, il devient évêque de Nantes, en succession de  son neveu Antoine Ier de Créquy, devenu lui-même évêque d'Amiens.